# Райские пастбища
«Райские пастбища» (англ. The Pastures of Heaven; 1932) — роман в рассказах Джона Стейнбека, изданный осенью 1932 года. Роман состоит из 12 рассказов, составляющих мозаичную картину незамысловатой жизни калифорнийских фермеров.
Любая из вошедших в книгу двенадцати житейских историй повествует о несбывшихся надеждах, о разбитых мечтах, о жизненных трагедиях и драмах. В «Райских Пастбищах» проявились те черты писательского видения Стейнбека, которые впоследствии принесут ему известность и славу. Прежде всего это реалистическое изображение американского образа жизни со всем его удручающим провинциализмом, бессодержательностью и пустотой.

## История создания
Идея книги родилась у Стейнбека ранней весной 1931 года, когда он от одной знакомой услышал несколько историй о семьях фермеров, живших в небольшой долине неподалеку от Салинаса. Он стремился изобразить жизнь в небольшой долине, которую он назвал Райские Пастбища, как «частицу американской действительности».
Роман издан осенью 1932 года.